# Transferência radiativa
Em Física, dá-se o nome de transferência radiativa ao processo de propagação de energia na forma de radiação eletromagnética. A transferência radiativa é influenciada pela de absorção, emissão e espalhamento da radiação no meio em que esta se propaga.
Em geral, a radiação propagante é representada por um campo de radiação, sendo este, em muitas aplicações da teoria, tais como na Astrofísica, descrito por meio de uma intensidade específica, ou, simplesmente, intensidade.  .
De acordo com a formulação matemática da teoria da transferência radiativa, a intensidade específica é obtida por meio da solução da equação de transferência, que relaciona, a cada instante de tempo, a variação da intensidade de um feixe de radiação sobre a linha reta em que este se propaga, em função da própria intensidade e dos coeficientes de absorção e de emissão.